# Göteborgs lagerhus
Göteborgs lagerhus eller Frilagerhuset, vanligtvis benämnt Lagerhuset, är en byggnad i kvarteret 32 Kajaken vid Heurlins Plats vid Rosenlundskanalen i stadsdelen Masthugget i Göteborg. Frilagret var det första i sitt slag i landet och en direkt föregångare till Frihamnen (1922). Huset togs i bruk 1920. Eftersom Göteborgs lagerhus inte längre används som lagerbyggnad, hyser byggnaden numera en blandning av restauranger, förlagskontor och kulturhusliknande verksamheter.

## Historik

### Bakgrund och första år
Köpmännen i Göteborg hade under lång tid intresserat sig för de frilagerlösningar som Danmark och Norge hade. Ett motsvarande upplägg för Göteborgs del skulle kraftigt gynna handeln och stadens transoceana förbindelser. Man började därför att lobba för ett frilager i staden. Kungliga generaltullstyrelsen tillstyrkte så småningom ett frilager i Göteborg, och stadsfullmäktige beslöt 1917 att säga upp alla arrendatorerna till de gamla magasinen bakom Järnvågen. Det nya huset - som uppfördes på den forna sillkajen - skulle utrustas med galler för fönstren i bottenvåningen och dörrarna beslås med plåt. För att pråmar skulle kunna lossa utan att stoppa kanaltrafiken, revs kajavsnittet mot Rosenlundskanalen som breddades inför bygget. Då huset stod klart efter tre år, konstaterades att slutnotan hamnade på 1,7 miljoner kronor, mot beräknade 750 000 kronor. Skälet angavs till den tidens "oerhörda stegring av byggnadskostnader."
Huset i tre plan samt källare och vindsvåning påbörjades våren 1917 och togs i bruk den 1 oktober 1920 efter ritningar av arkitekt Karl Samuelsson (1881-1944). Den cirka 70x20 meter stora byggnaden är helt friliggande med ett något brutet tak med mittorn. Entrén på södergaveln inramas av kolonner. De fyra översta våningarna utgjordes av lagerlokaler, medan bottenvåningen var avsedd för tullbehandling av gods. Inget gods fick lämna frilagerbyggnaden förrän tullbehandlingen var klar, och godset räknades som inkommet i Sverige först när det lämnat byggnaden. En lång korridor gick längs varje plan med "celler" på varje sida, cirka 30 kvadratmeter stora. Dessa kunde komma att hyras ut, och endast tunna väggar skilde dem åt och kunde tas bort.
Det ursprungliga frilagerhuset är kopplat till Järntorgets historiska roll utanför stadens gräns som import- och exporthamn. Här kunde varor tas in från båtar i Rosenlundskanalen genom den mer än våningshöga porten. Därefter vägdes och förtullades varorna för att sedan lämnas ut på den motsatta långsidan.

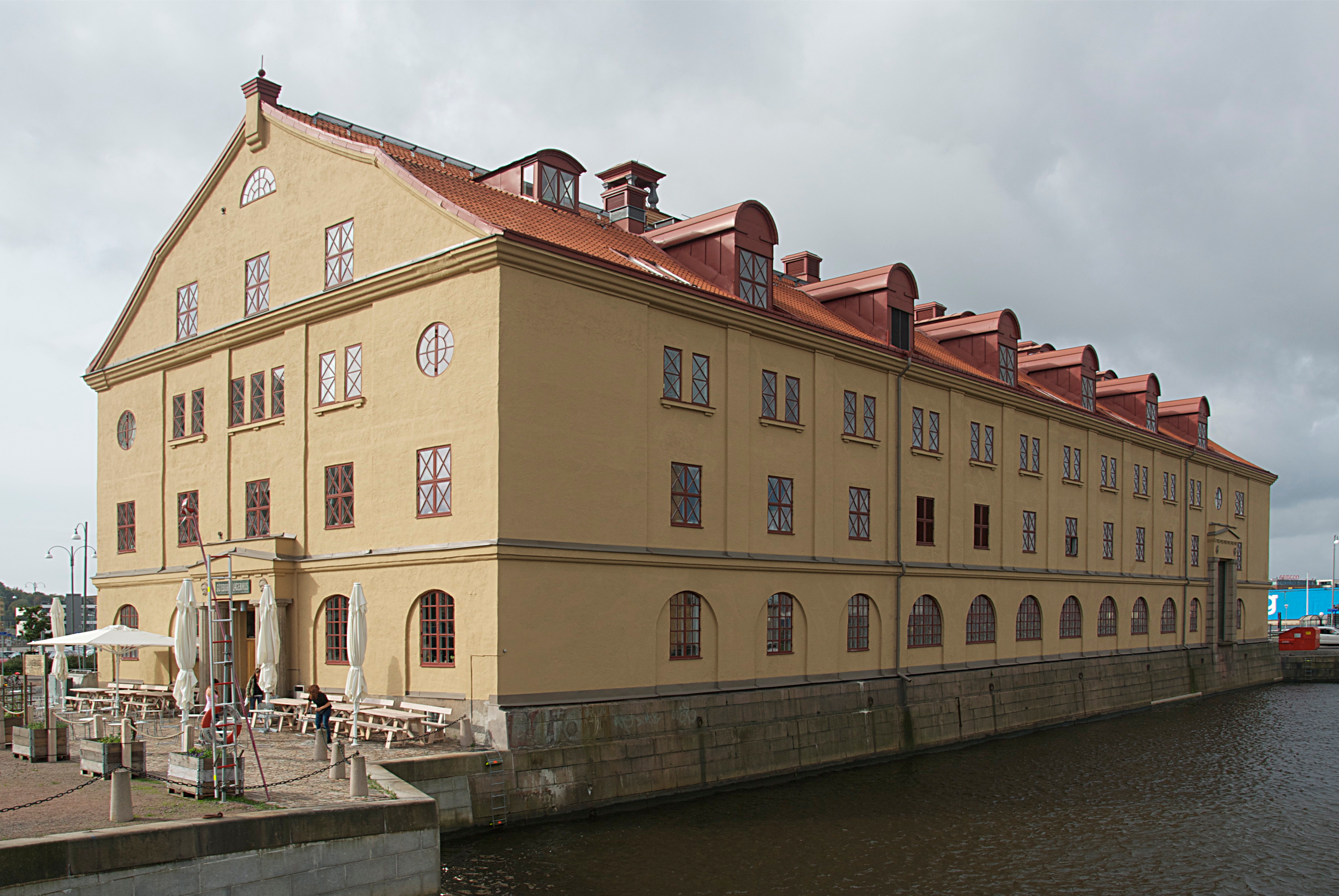
Göteborgs lagerhus sett från Rosenlundskanalen.

### Efter hamntiden
Då Göteborg 1922 fick sin frihamn förlorade frilagret sin betydelse och blev istället en vanlig lagerlokal. En sammanslutning av västra Sveriges mejerier, VMC, flyttade in i två tredjedelar av huset. Frilagret fick nu sitt nya namn "ostlagret" i folkmun, vilket lever kvar än idag. Osthanteringen fortsatte till 1964, då Arla tog över VMC:s roll och flyttade verksamheten till Kallebäck. År 1996 köpte det kommunala Higab lagerhuset, som då värderades till fem miljoner kronor.
Direkt väster om lagerhuset fanns ett större område med upplagsskjul och handelsbaracker i trä. Husen uppstod i början av 1900-talet då hamnen för den tidigare järnvågen lades igen. Vid en storbrand den 25 augusti 1947 förstördes nästan hela området.

## Verksamheter idag
År 2002 byggdes de två översta våningarna om, och 2012 även de nedre kontorsplanen med bland annat hyresgästanpassning, nya entréer samt invändig och utvändig färgsättning.
Idag används Göteborgs lagerhus inte längre som lagerbyggnad för hamnen. Sedan 1999 inryms en blandning av restauranger, bokförlag, kulturverkstäder. I augusti 2012 invigdes dessutom ett nytt kulturhus för unga i huset, som i oktober samma år fick namnet Frilagret efter en omröstning med 300 förslag.

### Förlag och tidskrifter
Planer på ett förlagshus i Göteborg hade funnits i många år. 1999 realiserades dessa planer, när 13 mindre göteborgsförlag flyttade in i lagerhuset. Dessa var då:
- Anamma Böcker*, Bo Ejeby förlag*, Bokskogen, Epsilon, Gavrilo förlag*, Bokförlaget Korpen*, Lindelöws förlag, Lutfisken, Optimal Press, Renässans, Tre Böcker förlag, Warne förlag (upphört) och Vinga Press. Alla dessa var då kopplade till förlagssamarbetet Förlagshuset.[16] (* – 2015 fanns dessa som medlemmar eller samarbetande, tillsammans med Koloni förlag och tjänsteleverantören Nätverkstan.)

Utöver ovanstående finns bland annat Tukan förlag samt tidskrifterna Glänta och Ord & Bild. Tidigare förlag i huset inkluderar bland annat Kabusa förlag.

### Göteborgs Litteraturhus

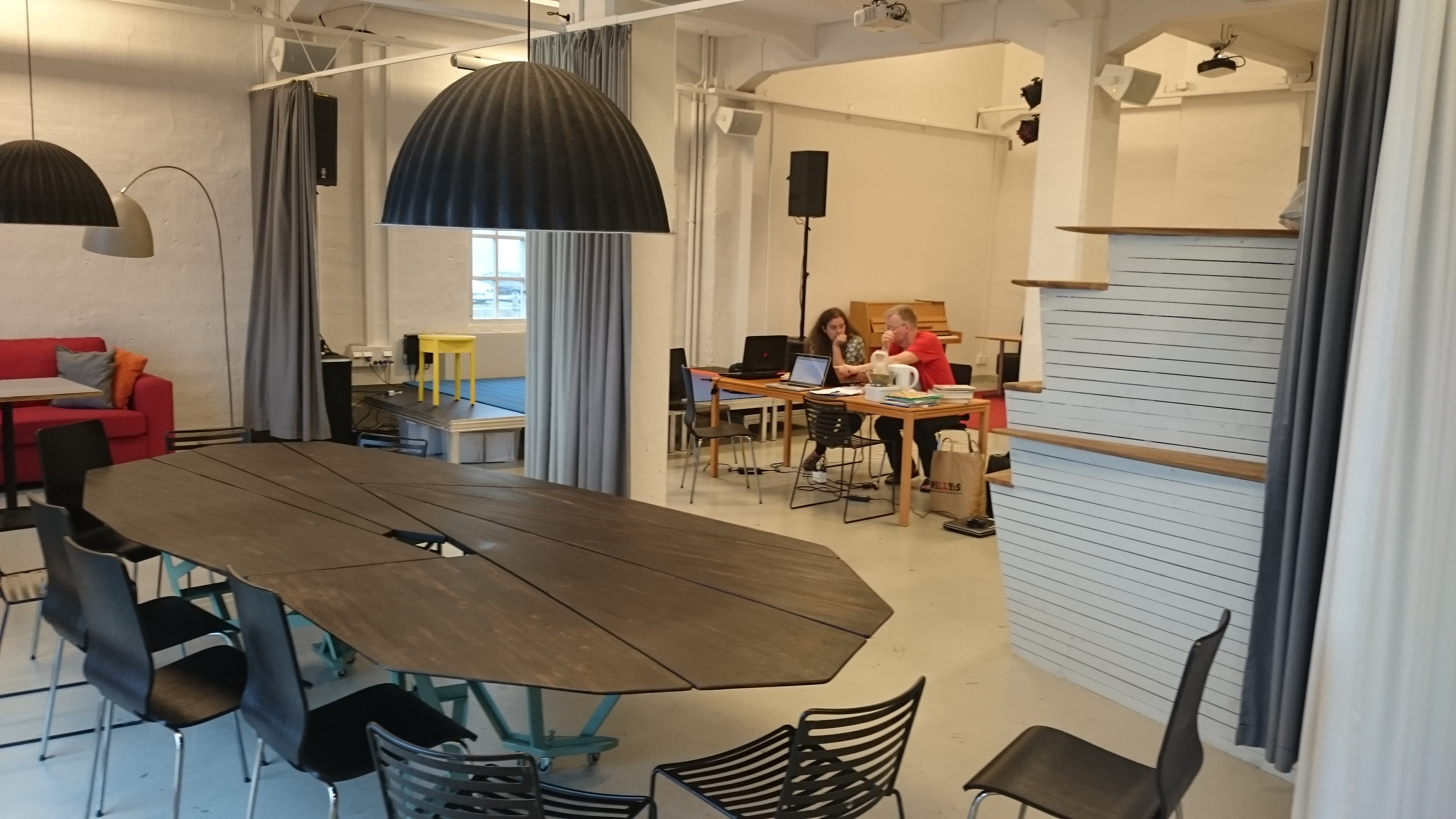
En del av Göteborgs litteraturhus.

Den 1 oktober 2013 invigdes Litteraturhuset Göteborg, ett litteraturhus på 170 kvadratmeter i den norra delen av Lagerhuset. Det är tänkt som en mötesplats med författarsamtal, skrivarcirklar, debatter och diskussioner omkring litteratur. Litteraturhuset drivs med kommunala pengar (till att börja med utifrån en fastlagd budget fram till 2015), och ansvarig projektledare var från starten stadsbibliotekets enhetschef Madeleine Bergmark. Enligt arrangörerna var detta litteraturhus det första i landet i sitt slag.
Litteraturhuset Göteborg startades medan stadsbibliotekets huvudbyggnad vid Götaplatsen var stängd för en tvåårig ombyggnad,  och en del av stadsbibliotekets programverksamhet förlades till Litteraturhuset. April 2014 återinvigdes huvudbiblioteket igen.
Sedan oktober 2014 administreras verksamheten i Litteraturhuset inte längre av stadsbiblioteket utan av den nystartade ideella föreningen Göteborgs Litteraturhus. Göteborgs Litteraturhus är också det nya namnet på lokalen och verksamheten.